# Fredericton Canadiens
Fredericton Canadiens byl profesionální kanadský klub ledního hokeje, který sídlil ve Frederictonu v provincii Nový Brunšvik. V letech 1990–1999 působil v profesionální soutěži American Hockey League. Canadiens ve své poslední sezóně v AHL skončily v semifinále play-off. Své domácí zápasy odehrával v hale Aitken University Centre s kapacitou 3 278 diváků. Klubové barvy byly červená, bílá a modrá.
Založen byl v roce 1990 po přestěhování Sherbrooke Canadiens do Frederictonu. Zanikl v roce 1999 přestěhováním do Québecu, kde byl založen tým Quebec Citadelles. Klub byl během své existence farmami celků NHL. Jmenovitě se jedná o Montreal Canadiens a Los Angeles Kings.

## Úspěchy
- Vítěz základní části – 1× (1991/92)
- Vítěz divize – 1× (1991/92)

## Umístění v jednotlivých sezonách
Stručný přehled
Zdroj: 
- 1990–1991: American Hockey League (Severní divize)
- 1991–1996: American Hockey League (Atlantická divize)
- 1996–1997: American Hockey League (Kanadská divize)
- 1997–1999: American Hockey League (Atlantická divize)

Jednotlivé ročníky
Zdroj: 
Legenda: Z - zápasy, V - výhry, VP - výhry v prodloužení, R - remízy, P - porážky, PP - porážky v prodloužení, VG - vstřelené góly, OG - obdržené góly, +/- - rozdíl skóre, B - body, fialové podbarvení - reorganizace, změna skupiny či soutěže
| USA / Kanada (1990 – 1999) |                         |        |    |    |    |    |    |    |     |     |     |    |        |             |
| Sezóny                     | Liga                    | Úroveň | Z  | V  | VP | R  | PP | P  | VG  | OG  | +/- | B  | Pozice | Play-off    |
| 1990/91                    | AHL (Severní divize)    | 2      | 80 | 36 | –  | 9  | –  | 35 | 295 | 292 | +3  | 81 | 4.     | Čtvrtfinále |
| 1991/92                    | AHL (Atlantická divize) | 2      | 80 | 43 | –  | 10 | –  | 27 | 314 | 254 | +60 | 96 | 1.     | Osmifinále  |
| 1992/93                    | AHL (Atlantická divize) | 2      | 80 | 38 | –  | 11 | –  | 31 | 314 | 278 | +36 | 87 | 2.     | Osmifinále  |
| 1993/94                    | AHL (Atlantická divize) | 2      | 80 | 31 | –  | 7  | –  | 42 | 294 | 296 | -2  | 69 | 5.     | –           |
| 1994/95                    | AHL (Atlantická divize) | 2      | 80 | 35 | –  | 5  | –  | 40 | 274 | 288 | -14 | 75 | 3.     | Finále AHL  |
| 1995/96                    | AHL (Atlantická divize) | 2      | 80 | 34 | –  | 11 | 0  | 31 | 307 | 308 | -1  | 79 | 4.     | Čtvrtfinále |
| 1996/97                    | AHL (Kanadská divize)   | 2      | 80 | 26 | –  | 8  | 2  | 44 | 234 | 283 | -49 | 62 | 4.     | –           |
| 1997/98                    | AHL (Atlantická divize) | 2      | 80 | 33 | –  | 10 | 5  | 32 | 245 | 244 | +1  | 81 | 2.     | Osmifinále  |
| 1998/99                    | AHL (Atlantická divize) | 2      | 80 | 33 | –  | 6  | 5  | 36 | 246 | 246 | 0   | 77 | 3.     | Semifinále  |